# Sture Brück
Carl Andreas Sture Constant Brück, född den 6 mars 1898 i Norrköping, död den 15 juni 1983 i Stockholm, var en svensk jurist. Han var bror till Constant Brück och måg till Arvid Rudling.
Brück avlade studentexamen 1916 och juris kandidatexamen i Uppsala 1921. Han var notarie i Stockholms rådhusrätt 1923–1924 och genomförde tingstjänstgöring 1925–1927. Brück avlade juris licentiatexamen i Uppsala 1933 och promoverades till juris doktor samma år. Han var docent i straffrätt vid Uppsala universitet 1934–1936, vid Lunds universitet 1936–1937 och vid Stockholms högskola 1937–1957. Brück var stadsjurist i Stockholms stad 1937–1949. Han var inspektor för Franska skolan i Stockholm 1955–1965. Han publicerade Studier över stafflagen kapitel 23 (doktorsavhandling 1933) samt artiklar i fack- och dagspress. Brück blev riddare av Nordstjärneorden 1946 och kommendör av samma orden 1955. Han vilar på Norra begravningsplatsen utanför Stockholm.